# Mafalda Matos
Mafalda Matos é uma actriz e modelo portuguesa.

## Carreira
Estreou-se na IV série da novela Morangos com Açúcar, na pele da protagonista Sofia Sousa, irmã de Rui Sousa e Filipa Sousa, vive um grande amor com André, protagonista masculino da série. Mafalda já participou em vários desfiles de moda.

## Filmografia

### Televisão
| Ano     | Título                               | Canal      | Personagem               | Nota(s)                 |
| ------- | ------------------------------------ | ---------- | ------------------------ | ----------------------- |
| 2006-07 | Morangos com Açúcar (4.ª série)      | TVI        | Sofia Sousa              | 4.ª série/ Protagonista |
| 2011-12 | Anjo Meu                             | TVI        | Maria Francisca Sardinha | Elenco regular          |
| 2011    | Maternidade II                       | RTP        | Elisabete                | Participação especial   |
| 2012    | Hoje Sou Eu                          | TVI Ficção | —                        | Apresentadora           |
| 2014    | Jardins Proibidos                    | TVI        | Rita Guedes              | Elenco regular          |
| 2016    | Coração d'Ouro                       | SIC        | Sheila                   | Participação especial   |
| 2017    | Espelho d'Água                       | SIC        | Sebastiana               | Participação especial   |
| 2021    | Festa é Festa                        | TVI        |                          | Participação especial   |
| 2022    | Big Brother Famosos 2022 - 2ª Edição | TVI        | —                        | Concorrente             |

## Prémios e nomeações
| Ano  | Prémio           | Categoria   | Resultado | Nota            |
| ---- | ---------------- | ----------- | --------- | --------------- |
| 2025 | Unicórnio Voador | Dom Quixote | Venceu    | Prémio satírico |

1. ↑  «Votação para o Prémio Unicórnio Voador 2024». Comcept. 1 de abril de 2025. Consultado em 5 de abril de 2025